# La Prensa (Santa Cruz de Tenerife)
La Prensa fue un periódico editado en Santa Cruz de Tenerife entre 1910 y 1939.

## Descripción
Editado en Santa Cruz de Tenerife, en las islas Canarias, La Prensa fue fundado por Leoncio Rodríguez y su primer número apareció el 15 de octubre de 1910. El periódico, que salía diariamente, se alineó con el bando aliado durante la Primera Guerra Mundial, como hizo de forma mayoritaria la prensa canaria. Tuvo su auge durante la década de 1920 y la Segunda República, pero entró en decadencia tras la toma del archipiélago canario por parte del bando sublevado, durante la guerra civil, aunque aguantaría hasta el 14 de febrero de 1939, cuando cesó dando paso, al fusionarse con Amanecer, al periódico El Día.